# بتا اسب کوچک
بتا اسب کوچک یک ستاره است که در صورت فلکی اسب کوچک قرار دارد.